# Мюлуз

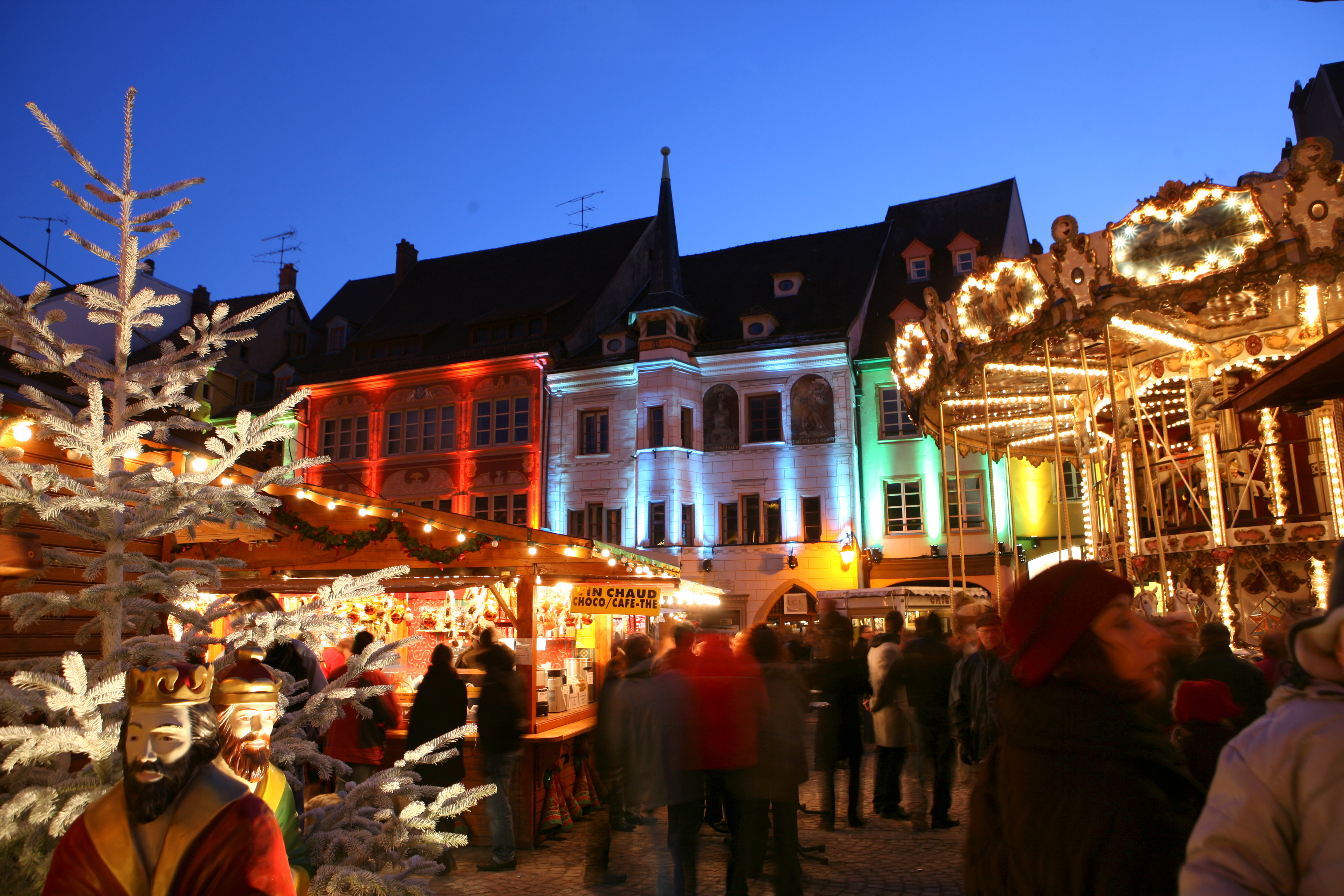
Різдвяний ярмарок у Мюлузі

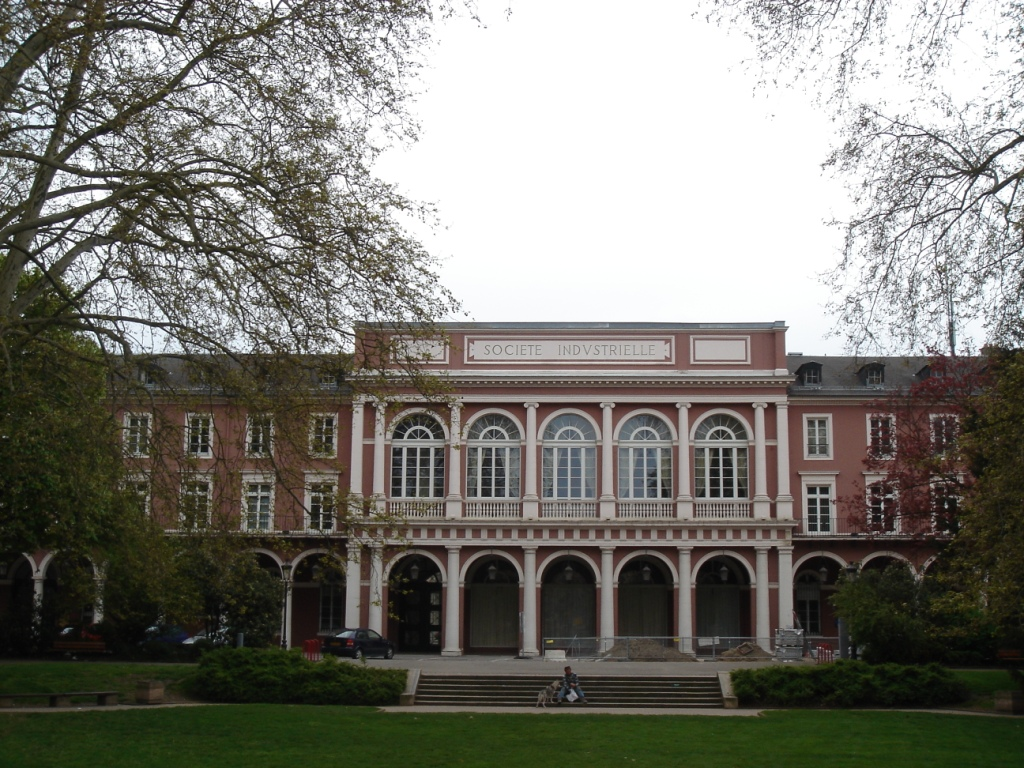
Будівля Société Industrielle

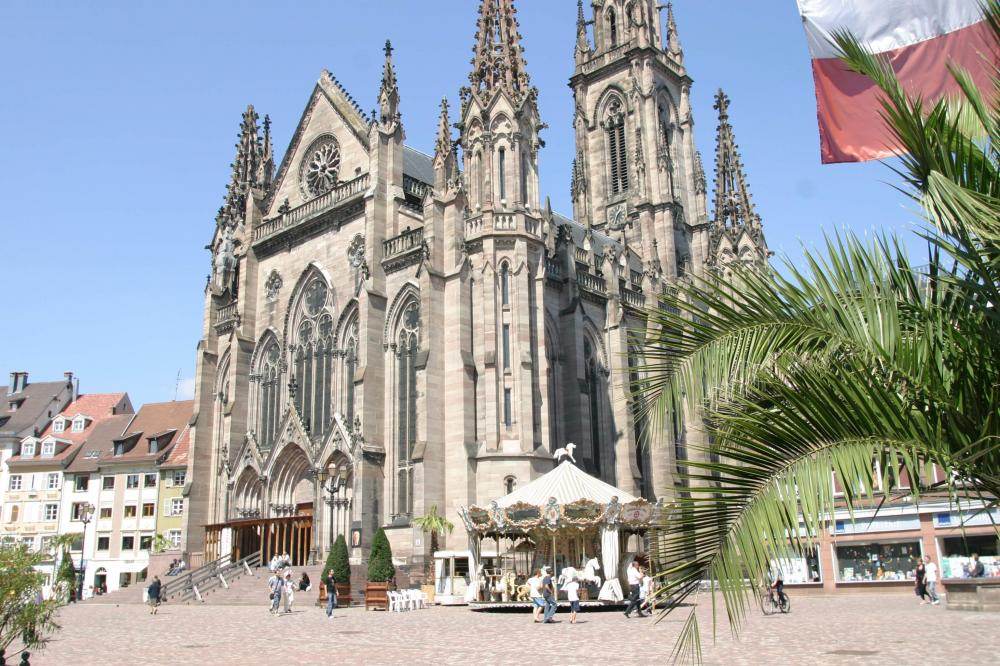
Храм Сент-Етьєн на площі Реюньйон

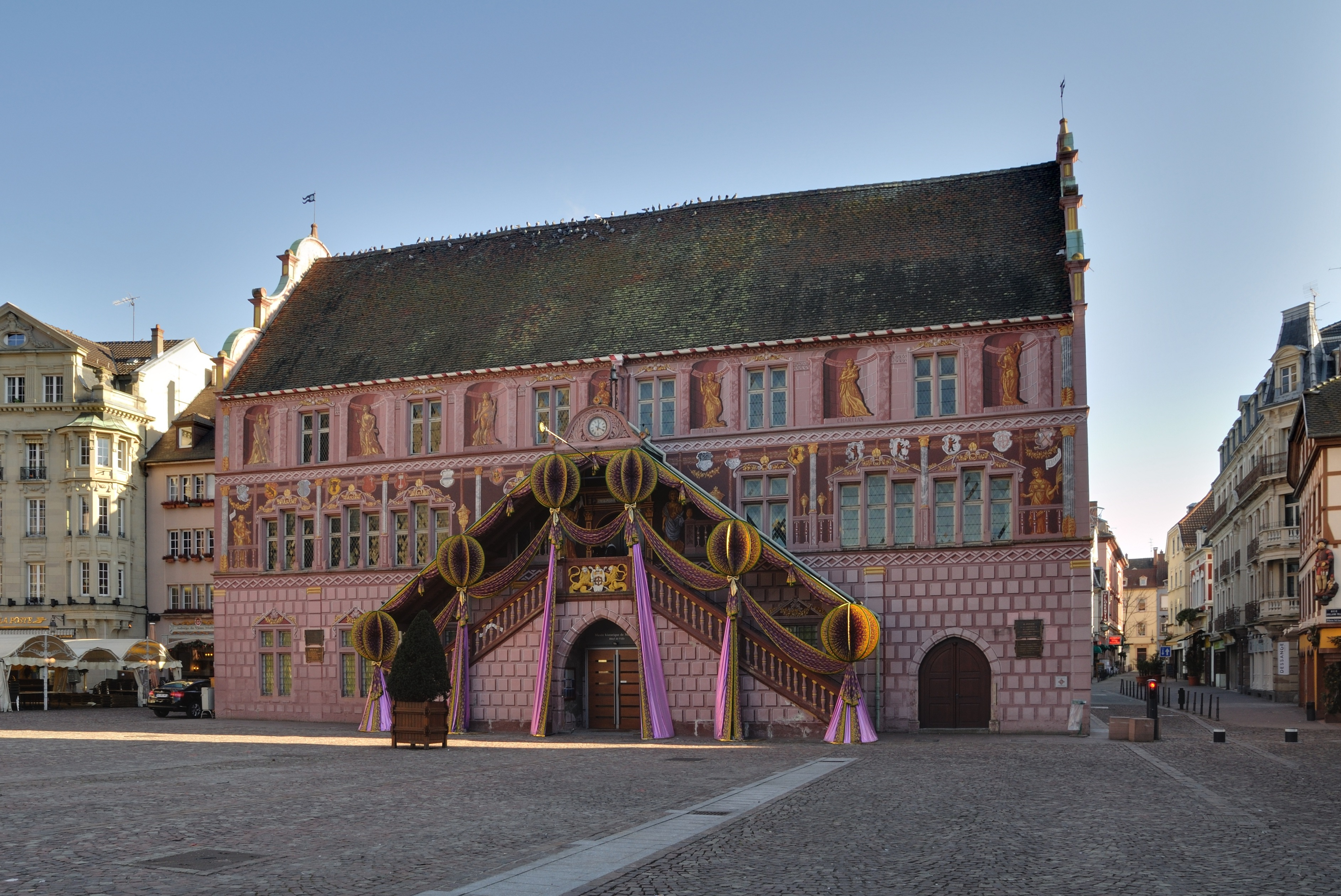
Ратуша

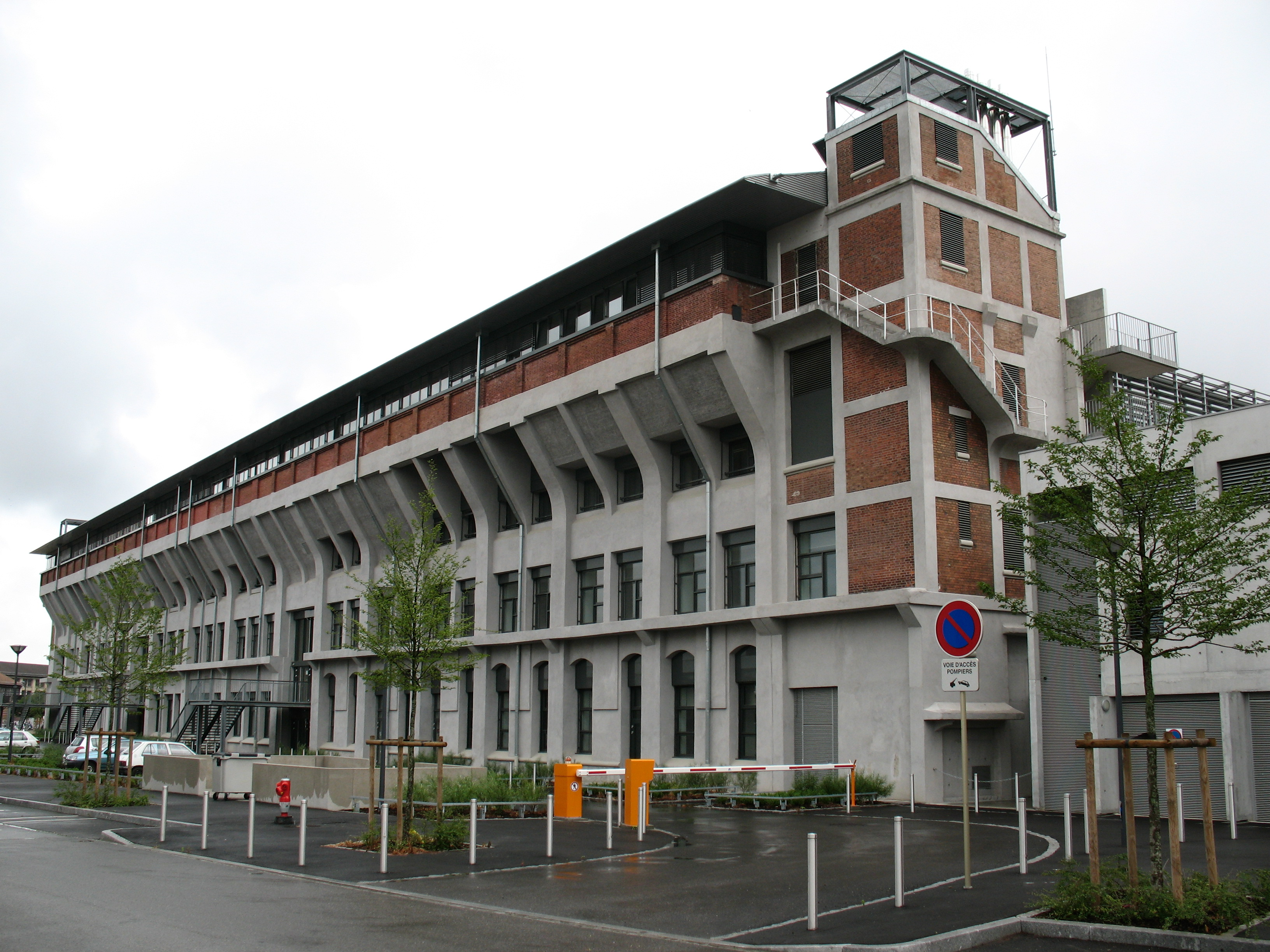
Кампус «La Fonderie» Університету Верхнього Ельзасу

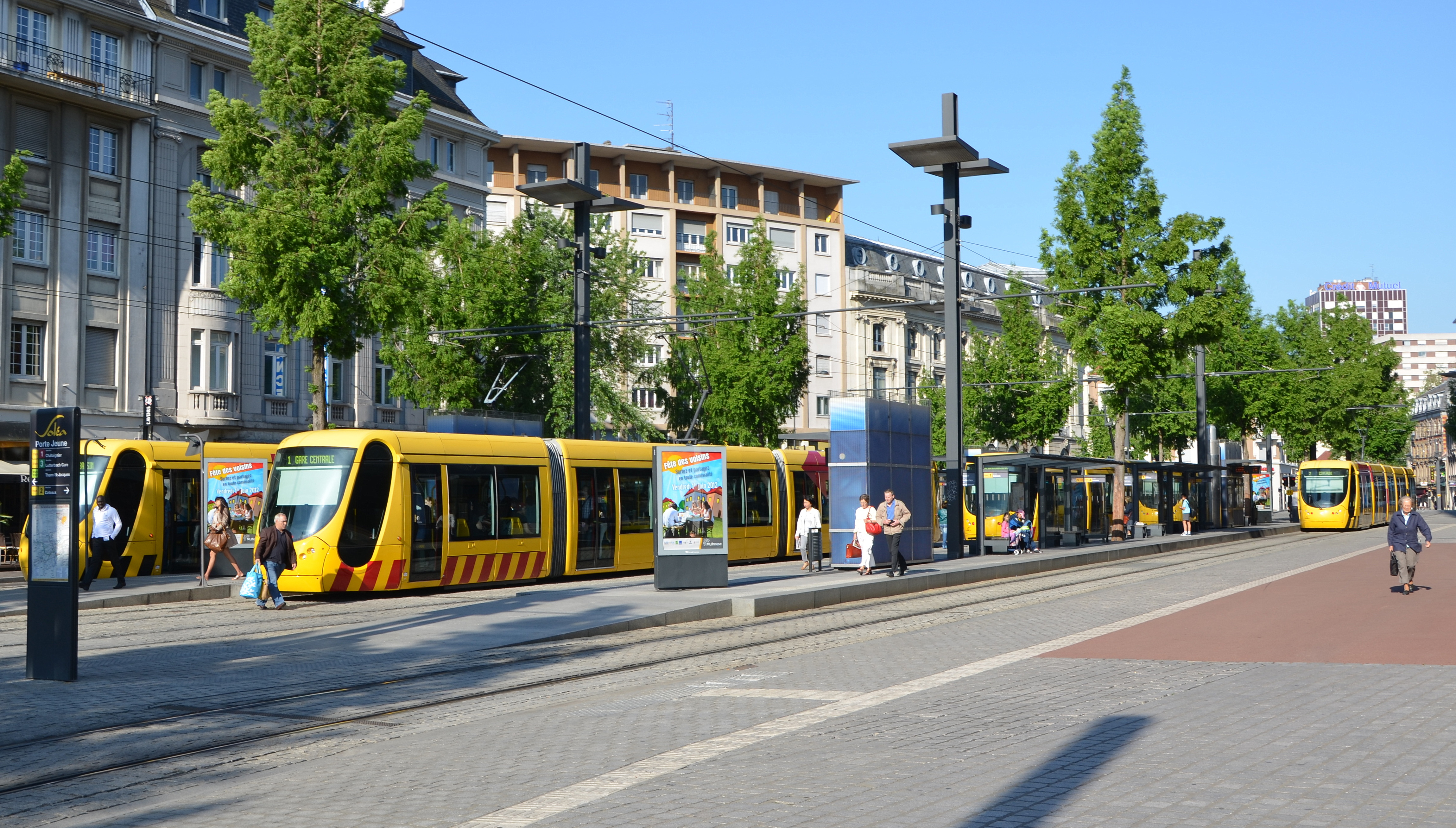
Трамвай у Мюлузі

Мюлу́з (фр. Mulhouse) — місто та муніципалітет у Франції, у регіоні Гранд-Ест, департамент Верхній Рейн. Населення — 110 351 осіб (2011), агломерації — близько 278 тисяч осіб. Мюлуз — найбільше місто департаменту та друге за населенням місто Ельзасу після Страсбура.
Муніципалітет розташований на відстані близько 390 км на схід від Парижа, 100 км на південь від Страсбура, 37 км на південь від Кольмара.

## Топонім
З німецького Mühle перекладається як «млин». Звідси й назва міста — млин стояв між кількома будинками (нім. Haus), що належали страсбурзькому абату св. Стефана (Сент-Етьєн).

## Історія
У 58 році до Р. Х. відбулася битва на захід від Мюлуза між римською армією Юлія Цезаря та коаліцією германців на чолі з Аріовістом. Перші письмові згадки про місто датуються ХІІ ст. Місто перебувало в складі південного ельзаського графства Сундгау у Священній Римській імперії.
У 1275 році Мюлуз набув статусу імперського міста. У 1354 році місто увійшло до складу ельзаського Декаполісу. З 1395 року Мюлуз набув статус вільного міста. 1515 року Мюлуз залишив Декаполіс й увійшов до складу Швейцарського союзу на правах широкої автономії.
У XVIII столітті Мюлуз перетворився на великий текстильний центр, де вироблялися фарбовані тканини (зокрема ситець). 1798 року жителі міста проголосували за його приєднання до Франції через високі мита, встановлені французами на імпорт товарів.
У 1904 році поблизу міста Серне було відкрито велике родовище калію, що сприяло розвитку в Мюлузі хімічної промисловості.
Після Французько-прусської війни 1870-1871 років до 1918 року Мюльхаузен входив до складу Німецької імперії, з 1919 — знову в складі французької держави.
До 2015 року муніципалітет перебував у складі регіону Ельзас. Від 1 січня 2016 року належить до нового об'єднаного регіону Гранд-Ест.

## Демографія
Динаміка населення (Cassini і INSEE ):

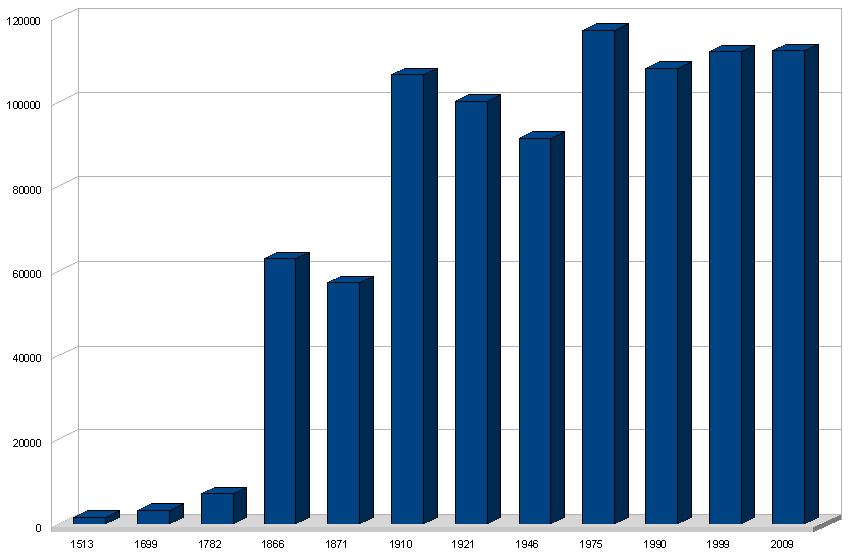
Графік кількості населення (INSEE)
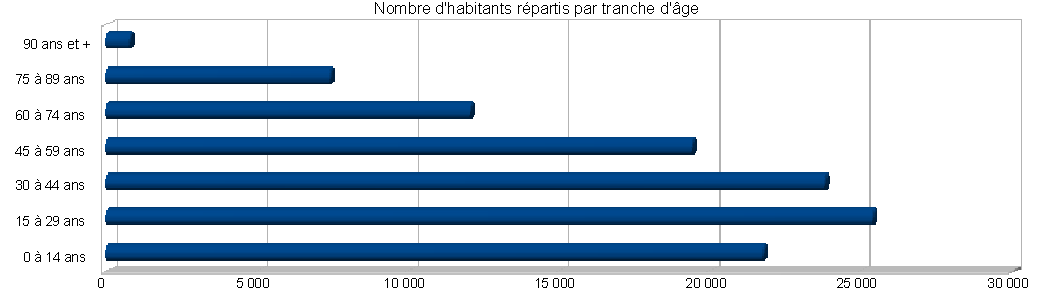
Вікова піраміда (джерело: INSEE)

Розподіл населення за віком та статтю (2006):
| Стать | Всього | До 15 років | 15-24 | 25-44  | 45-64  | 65-85 | Понад 85 |
| --- | ------ | ----------- | ----- | ------ | ------ | ----- | -------- |
| Чоловіки | 54 129 | 11 068      | 8177  | 16 855 | 11 790 | 5818  | 421      |
| Жінки | 56 385 | 10 656      | 8143  | 16 079 | 11 743 | 8387  | 1377     |
| \| Статево-вікова піраміда \| Статево-вікова піраміда \| Статево-вікова піраміда \| \| ----------------------- \| ----------------------- \| ----------------------- \| \| Чоловіки \| Вік \| Жінки \| \| 421 \| 85 + \| 1377 \| \| 954 \| 80-84 \| 1917 \| \| 1214 \| 75-79 \| 2226 \| \| 1760 \| 70-74 \| 2196 \| \| 1890 \| 65-69 \| 2048 \| \| 2181 \| 60-64 \| 1991 \| \| 3110 \| 55-59 \| 2909 \| \| 3070 \| 50-54 \| 3497 \| \| 3429 \| 45-49 \| 3346 \| \| 3581 \| 40-44 \| 3609 \| \| 4217 \| 35-39 \| 3699 \| \| 4427 \| 30-34 \| 4267 \| \| 4630 \| 25-29 \| 4504 \| \| 4283 \| 20-24 \| 4577 \| \| 3894 \| 15-20 \| 3566 \| \| 3466 \| 10-14 \| 3098 \| \| 3548 \| 5-9 \| 3456 \| \| 4054 \| 0-4 \| 4102 \| |        |             |       |        |        |       |          |
| Статево-вікова піраміда |        |             |       |        |        |       |          |
| Чоловіки | Вік    | Жінки       |       |        |        |       |          |
| 421 | 85 +   | 1377        |       |        |        |       |          |
| 954 | 80-84  | 1917        |       |        |        |       |          |
| 1214 | 75-79  | 2226        |       |        |        |       |          |
| 1760 | 70-74  | 2196        |       |        |        |       |          |
| 1890 | 65-69  | 2048        |       |        |        |       |          |
| 2181 | 60-64  | 1991        |       |        |        |       |          |
| 3110 | 55-59  | 2909        |       |        |        |       |          |
| 3070 | 50-54  | 3497        |       |        |        |       |          |
| 3429 | 45-49  | 3346        |       |        |        |       |          |
| 3581 | 40-44  | 3609        |       |        |        |       |          |
| 4217 | 35-39  | 3699        |       |        |        |       |          |
| 4427 | 30-34  | 4267        |       |        |        |       |          |
| 4630 | 25-29  | 4504        |       |        |        |       |          |
| 4283 | 20-24  | 4577        |       |        |        |       |          |
| 3894 | 15-20  | 3566        |       |        |        |       |          |
| 3466 | 10-14  | 3098        |       |        |        |       |          |
| 3548 | 5-9    | 3456        |       |        |        |       |          |
| 4054 | 0-4    | 4102        |       |        |        |       |          |

## Адміністративний поділ
В адміністративному відношенні місто поділяється на 4 кантони:
| Кантон           | Площа, км² | Населення, осіб |
| ---------------- | ---------- | --------------- |
| Мюлуз Західний   | -          | -               |
| Мюлуз Південний* | -          | -               |
| Мюлуз Північний  | -          | -               |
| Мюлуз Східний    | -          | -               |

* кантон також включає ще 8 муніципалітетів

## Економіка
2010 року серед 70 721 особи працездатного віку (15—64 років) 47 605 були активними, 23 116 — неактивними (показник активності 67,3%, у 1999 році було 69,2%). З 47 605 активних мешканців працювало 36 213 осіб (19 657 чоловіків та 16 556 жінок), безробітними було 11 392 (6103 чоловіки та 5289 жінок). Серед 23 116 неактивних 7686 осіб було учнями чи студентами, 4341 — пенсіонерами, 11089 були неактивними з інших причин.

У 2010 році в муніципалітеті числилось 45440 оподаткованих домогосподарств, у яких проживали 103216,0 особи, медіана доходів виносила 13 229 євро на одного особоспоживача

## Транспорт

### Повітряний
Мюлуз обслуговує аеропорт Базель-Мюлуз-Фрайбург, розташований за 25 км на південь від міста.

### Залізниця
Місто обслуговує залізнична станція Мюлуз-Вілль звідки потяги прямують до міст:
- Франція: Париж, Діжон, Безансон, Бельфор, Страсбург, Ліон, Марсель, Монпельє та Лілль.
- Швейцарія: Базель, Берн та Цюрих.
- Німеччина: Франкфурт-на-Майні
- рейс EuroCity, сполучає з Брюсселем, Люксембургом, Страсбургом і Базелем.

S-bahn сполучає Мюлуз з Кольмаром, Страсбургом, Базелем, Бельфором, Крютом і Фрайбургом.

### Міський транспорт
Міські перевезення здійснюються трамвайною мережею, яка була відкрита 13 травня 2006 року. На початок 2020-х трамвайна мережа має у своєму складі три трамвайні лінії та одну лінію трамвай-потяг.
- Лінія  з Мюлуз-Вілль до Шатеньє (фр. Châtaignier)
- Лінія  з Нового басейну (фр. Nouveau Bassin) до Куту (фр. Coteaux)
- Лінія  з Мюлуз-Вілль до Люттербака
- Лінія трамвай-потяг від Центрального вокзалу до Танна через Люттербах

### Автотранспорт
- Автомагістраль A36 сполучає місто з Діжоном, Парижем та Ліоном.
- Автомагістраль A35 сполучає місто зі Страсбургом і Базелем.

## Визначні місця
- Музей друку на тканинах.
- Музей образотворчого мистецтва.
- Французький залізничний музей[en] (Cite du Train).
- Музей автомобілів братів Шлюмпф[en] (Cité de l'Automobile [Архівовано 18 квітня 2015 у Wayback Machine.])..
- Музей електрики Електрополіс [Архівовано 17 травня 2016 у Wayback Machine.] (Le Musée EDF Electropolis [Архівовано 17 травня 2016 у Wayback Machine.]).
- Ратуша була побудована в 1553 році в стилі Рейнського ренесансу.
- Робітничий квартал (середина 19 ст.)[10]
- Place de la Bourse і будівля Société Industrielle de Mulhouse, у кварталі Nouveau (19 століття)
- Мюлузький ботанічний сад і зоопарк[en]
- Кальвіністський храм Сент-Етьєн[en] (1859—1869), Серед експонатів залізничного музею тепловоз SNCF Class CC 65000[en], електровоз SNCF Class CC 7100[en] (встановив 1955 року абсолютний рекорд швидкості на рейках)[11].

## Клімат
| Клімат Mulhouse (1981–2010 averages)       | Клімат Mulhouse (1981–2010 averages) | Клімат Mulhouse (1981–2010 averages) | Клімат Mulhouse (1981–2010 averages) | Клімат Mulhouse (1981–2010 averages) | Клімат Mulhouse (1981–2010 averages) | Клімат Mulhouse (1981–2010 averages) | Клімат Mulhouse (1981–2010 averages) | Клімат Mulhouse (1981–2010 averages) | Клімат Mulhouse (1981–2010 averages) | Клімат Mulhouse (1981–2010 averages) | Клімат Mulhouse (1981–2010 averages) | Клімат Mulhouse (1981–2010 averages) | Клімат Mulhouse (1981–2010 averages) |
| Показник                                   | Січ.                                 | Лют.                                 | Бер.                                 | Квіт.                                | Трав.                                | Черв.                                | Лип.                                 | Серп.                                | Вер.                                 | Жовт.                                | Лист.                                | Груд.                                | Рік                                  |
| Абсолютний максимум, °C                    | 18,8                                 | 21,7                                 | 25,7                                 | 30,0                                 | 32,8                                 | 37,0                                 | 38,8                                 | 39,1                                 | 33,7                                 | 31,0                                 | 23,4                                 | 19,9                                 | 39,1                                 |
| Середній максимум, °C                      | 4,9                                  | 6,8                                  | 11,5                                 | 15,5                                 | 19,9                                 | 23,3                                 | 25,9                                 | 25,5                                 | 21,0                                 | 15,8                                 | 9,2                                  | 5,6                                  |                                      |
| Середня температура, °C                    | 1,7                                  | 2,8                                  | 6,8                                  | 10,1                                 | 14,5                                 | 17,8                                 | 20,0                                 | 19,6                                 | 15,7                                 | 11,4                                 | 5,8                                  | 2,7                                  |                                      |
| Середній мінімум, °C                       | −1,5                                 | −1,2                                 | 2,0                                  | 4,6                                  | 9,1                                  | 12,2                                 | 14,1                                 | 13,7                                 | 10,3                                 | 6,9                                  | 2,3                                  | −0,3                                 |                                      |
| Абсолютний мінімум, °C                     | −23,2                                | −22,8                                | −16,4                                | −6,3                                 | −3,1                                 | 1,8                                  | 5,1                                  | 3,4                                  | −0,9                                 | −6,3                                 | −12,6                                | −18,7                                | −23,2                                |
| Середня кількість сонячних годин на місяць | 74,0                                 | 94,1                                 | 138,1                                | 176,1                                | 200,1                                | 226,0                                | 241,3                                | 227,7                                | 164,3                                | 118,5                                | 67,8                                 | 55,1                                 | 1783,0                               |
| Норма опадів, мм                           | 47.3                                 | 44.7                                 | 52.3                                 | 59.0                                 | 90.4                                 | 73.9                                 | 71.2                                 | 73.2                                 | 69.1                                 | 68.6                                 | 56.7                                 | 66.4                                 | 772.8                                |
| Днів з опадами                             | 9,3                                  | 8,7                                  | 10,0                                 | 9,9                                  | 11,6                                 | 10,2                                 | 9,8                                  | 10,1                                 | 9,0                                  | 10,3                                 | 10,1                                 | 10,5                                 | 119,7                                |
| Днів зі снігом                             | 8,3                                  | 7,4                                  | 4,6                                  | 1,6                                  | 0,1                                  | 0,0                                  | 0,0                                  | 0,0                                  | 0,0                                  | 0,1                                  | 3,5                                  | 6,9                                  | 32,5                                 |
| Вологість повітря, %                       | 84                                   | 81                                   | 75                                   | 72                                   | 74                                   | 74                                   | 72                                   | 76                                   | 80                                   | 84                                   | 85                                   | 84                                   | 78.4                                 |
| ------------------------------------------ | ------------------------------------ | ------------------------------------ | ------------------------------------ | ------------------------------------ | ------------------------------------ | ------------------------------------ | ------------------------------------ | ------------------------------------ | ------------------------------------ | ------------------------------------ | ------------------------------------ | ------------------------------------ | ------------------------------------ |

## Уродженці
- П'єр Орню (*1908 — †1995) — французький футболіст, півзахисник.

- Марсель Кауфман (*1910 — †1969) — французький футболіст, півзахисник.

## Персоналії
- Вільям Вайлер (1902—1981) — американський кінорежисер, продюсер, сценарист.